# Dvorac Neuschwanstein
Neuschwanstein (u prijevodu Novi labuđi kamen) je njemački dvorac na jugozapadu Bavarske u regiji Allgäu, koja pokriva dijelom južni dio Švapske (Bavarske) i jugoistočni dio pokrajine Baden-Württemberg, na području općine Schwangau kraj Füssena. Dao ga je sagraditi godine 1869. bavarski kralj Ludwig II.
Jedan je od najpoznatijih dvoraca i romantičnih prizora na svijetu, te omiljeno turističko odredište. Građen je od 1869. – 1886. uglavnom u stilu njemačke romanike iz 13. stoljeća, premda vrlo slobodno interpretirane. Pojedini su detalji preuzeti iz stvarnih zgrada, ali je dvorac u cjelini originalna građevina. 
Prostire se na površini od 5.935 m² na nadmorskoj visini od 965 m. Od planiranih 228 prostorija dovršeno je svega 15, a troškovi izgradnje dvorca iznosili su u trenutku Ludwigove smrti nevjerojatnih 6.180.047 maraka. U neposrednoj blizini nalazi se i obližnji dvorac Hohenschwangau.

## Povijest
Ludwigov otac, kralj Maksimilijan II. je u blizini današnjeg dvorca Neuschwanstein 1837. godine kao svoju ljetnu rezidenciju sagradio dvorac Hohenschwangau i to u gotičkom stilu. U njemu je odrastao i mladi Ludwig gdje se upoznao i s Richardom Wagnerom čije su opere izrazito dojmile budućeg kralja. Na mjestu Hohenschwangaua nalazila se utvrda Schwanstein čije je ime Ludwig II. kasnije iskoristio za svoj novi dvorac. Na mjestu današnjeg dvorca Neuschwanstein nalazile su se također ruševine prijašnjeg dvorca koje su u potpunosti uklonjene pri izgradnji temelja novog dvorca građenog u stilu drevnih njemačkih vitezova. Dvorac je trebao postati privatno mjesto na kojem će u kazališnim izvedbama oživljavati heroji Wagnerovih glazbenih drama.
Početne skice dvorca načinio je 1868. godine scenograf münchenskog dvorskog kazališta Christian Jank, koje je u arhitektonske nacrte pretvorio Eduard Riedel, a s izgradnjom se započelo 1869. godine. Sama lokacija bila je veliki problem pri gradnji dvorca, jer se nalazila na oko 200 metara iznad postojeće ceste na bezvodnoj hridi. Pronađen je izvor koji je preusmjeren prema dvorcu u koji i danas uvire. Riedel je vodio radove sve do 1872. godine, a gradnju su do 1886. godine nastavila još dva arhitekta. Gradnja je obustavljena Ludwigovom smrću 1886. godine kada je većina dvorca već bila završena, kao i dekoracije kraljevskih odaja, no drugi su interijeri ostali nedovršeni.

## Unutrašnjost dvorca
Iako nije u potpunosti dovršen, dvorac ima veliki broj vrijednih prostorija uređenih u stilu neoromanike. Vanjski izgled dvorca stvara jaki dojam rasporedom raznih elemenata, a masivni su kameni zidovi olakšani s iznimno malo dekoracija. Stoga se i ne očekuje bogatstvo i složenost unutrašnjih prostorija, jer je teško pronaći i djelić površine bez nekakvog figurativnog ili ornamentalnog uzorka. Posebno raskošna je Ludwigova spavaonica u gotičkom stilu s izrezbarenim hrastovim panelima i slikama koje ilustriraju legendu o Tristanu i Izoldi. Masivni krevet s dekorativnim baldahinom izrađivalo je 14 majstora preko četiri godine. Ludwig je uhićen u noći s 11. na 12. lipnja 1886. godine upravo u svojoj spavaonici i uskoro proglašen duševno bolesnim. 
Dnevni salon je posvećen mitu o labuđem vitezu Lohengrinu prikazanom na tapiserijama. Između dnevne i radne sobe nalazi se mala tzv. pećina, koja je dekorirana umjetnim vodopadom i promijenjivom igrom svjetla. Blagovaonica je s tri kata nižom kuhinjom povezana malim dizalom za jelo. 
Dvije najvrijednije i najatraktivnije prostorije u dvorcu su Prijestolna dvorana (Thronsaal) i Dvorana pjevača (Sängersaal). Prva je okružena kićenim bizantinskim arkadama, a projektirao ju je Eduard Riedel po uzoru na Aju Sofiju. Prvotno je zamišljena kao Dvorana Grala u Wagnerovom Parsifalu. Prijestolje koje je trebalo biti postavljeno u središtu dvorane nažalost nikada nije načinjeno. Prijestolna dvorana je druga dvorana dvorca po svojoj veličini, a posebno je vrijedna zbog izuzetno dekoratvinih mozaika na apsidi i kružnom prikazu životinja na podu. Najveći prostor u dvorcu zauzima Dvorana pjevača koja je izvedena prema originalu u Wartburgu i ima uzdignuti strop s panelima ukrašenim intarzijama s dekorativnim motivima prema znacima zodijaka. Zidovi dvorane dodatno su ukrašeni motivima iz Lohengrina i Parsifala. Prema nekim izvorima upravo je ova dvorana potakla Wagnera na skladanje Tannhäusera.
Jedna od posljednjih uređenih prostorija nalazi se na vrhu stubišta u visokoj sjevernoj kuli. Posjetitelji koji se uspnu tako visoko nagrađeni su pogledom ne samo na romantični okoliš dvorca, već i na plavičasti zvjezdani svod dvorane sa skulpturom zmaja i stupovima bogato dekoriranim cvjetnim uzorcima. Ovu prostoriju izradio je Julius Hoffman 1884. godine.
Dvorac je opremljen i tehničkim detaljima koji su odgovarali tadašnjem poimanju modernog života. Tako je dvorac između ostaloga raspolagao i vlastitim sustavom grijanja i zvoncima za poslugu. Posebno napredna bila je oprema kuhinje u kojoj se mogla određivati toplina, a dvorac je imao i vlastiti sustav za grijanje vode te zahode s automatskim ispiranjem. 
U dvorcu se danas mogu posjetiti i prostorije za poslugu koje su štedljivo opremljene s namještajem od hrastovine. Pored jednog stola i jednog ormara svaka je soba imala i po dva kreveta duga 1,80 m. Prostorije su bile odvojene neprozirnim staklima kako bi se Ludwig II. mogao neprimjetno kretati dvorcem. Posluzi također nije bilo dopušteno korištenje glavnog stepeništa u dvorcu, već su se morali koristiti uskim i strmim stepeništem za poslugu.

## Zanimljivosti
Pred kraj Drugog svjetskog rata u dvorcu su pohranjene zalihe zlata Deutsche Reichsbanke koje su posljednjih dana rata odvezene na do današnjih dana nepoznato mjesto. Prema nekim teorijama potopljene su u obližnjem jezeru Alatsee, no te pretpostavke nikada nisu dokazane. Po svršetku rata Bavarski državni arhiv koristio je pojedine prostorije dvorca za pohranu arhivskih spisa, spašenih ih porušenog Münchena.
Dvorac Neuschwanstein je jedno je od najpoznatijih njemačkih turističkih odredišta koje godišnje posjeti oko 1,5 milijuna turista. Uvršten je i na UNESCO-ovu listu Svjetske kulturne baštine. Poslužio je i kao uzor za bajkoviti dvorac u tematskim parkovima Disneylanda, kao i scenografija za brojne igrane filmove.

## Vanjske poveznice
- Web stranice dvorca Neuschwanstein
- Dvorac Neuschwanstein
- Dvorac Neuschwanstein  Arhivirana inačica izvorne stranice od 16. travnja 2007. (Wayback Machine)